# Fedrilate
Fedrilate là một thuốc giảm ho. 